# سلام دراکولا
سلام دراکولا (انگلیسی: Hello Dracula؛‏ کره‌ای: 안녕 드라큘라) یک مجموعه تلویزیونی محصول کره جنوبی سال ۲۰۲۰ با بازی سوهیون، لی جی هیون، لی جو بین، گو نا هی و سو اون یول است. این مجموعهٔ ۲ قسمتی، بخشی از پروژهٔ اپیزودیک دراما فستا بود و در ۱۷ و ۱۸ فوریه ۲۰۲۰ از شبکهٔ جی‌تی‌بی‌سی پخش شد.

## خلاصه داستان
سه داستان از زندگی افرادی که تلاش می‌کنند با مشکلات درونی خود—یعنی «دراکولای» شخصی‌شان—مقابله کنند و بر آن‌ها غلبه یابند.

## بازیگران

### اصلی
- سوهیون در نقش آنا[۴]

آموزگار دبستان که از زمان آشکارسازی گرایش جنسی‌اش به عنوان یک زن همجنس‌گرا، احساساتش را از مادرش پنهان می‌کند. او دچار افسردگی است و به تازگی از دوست‌دخترش که هشت سال با او در رابطه بوده، جدا شده است.
- لی جی هیون در نقش می یونگ

نویسندهٔ مشهور مجموعه‌های تلویزیونی و مادر آنا. او از نام دخترش به‌عنوان نام مستعار ادبی خود استفاده می‌کند. می یونگ به شیوهٔ خاص خودش برای آنا اهمیت قائل است، بدون آنکه بداند آنا از این رابطه احساس خفگی می‌کند.
- لی جو بین در نقش سو یون[۵]

خوانندهٔ اصلی گروه موسیقی Ashes است و در همان دبستانی که آنا تدریس می‌کند، کلاس موسیقی برگزار می‌کند؛ چون حرفهٔ موسیقی او درآمد چندانی ندارد. او میان تحقق رؤیاهایش و واقعیت زندگی خود درگیر است.
- گو نا هی در نقش یو را

یکی از دانش آموزان آنا که از خانواده‌ای فقیر آمده و اغلب از سوی دیگر بچه‌ها گدا خطاب می‌شود. به دلیل یک پروژه نوسازی شهری، خانواده‌اش مجبور به اسباب‌کشی می‌شوند و او باید مدرسه‌اش را تغییر دهد.
- سو اون یول در نقش جی هیونگ

دوست یو را. او در دنیایی کاملاً متفاوت از یو را زندگی می‌کند، چون پدرش استاد دانشگاه است. مادرش به دلیل طبقهٔ اجتماعی یو را، با دوستی آن‌ها مخالف است.

### مکمل
- اوه مان سوک در نقش جونگ سو
- جی ایل جو در نقش سانگ گو
- لی چونگ آه در نقش سو جونگ
- مون جی هو در نقش چوی سون سنگ

## آمار بینندگان
| قسمت    | تاریخ پخش     | عنوان                                                               | میانگین سهم مخاطبان (نیلسن کره) |
| ------- | ------------- | ------------------------------------------------------------------- | ------------------------------- |
| ۱       | ۱۷ فوریه ۲۰۲۰ | دیگه نمی‌خوام آدم خوبی باشم… (나 이제 그만 착하고 싶어...)           | ۱٫۲۳۸٪                          |
| ۲       | ۱۸ فوریه ۲۰۲۰ | باید این کارو تا زمان مرگ ادامه بدیم؟ (우리 죽을 때까지 이래야 돼?) | ۰٫۸۸۵٪                          |
| میانگین | میانگین       | میانگین                                                             | 1.062%                          |

- این درام از یک کانال کابلی/پولی تلویزیون پخش می‌شود که در مقایسه با تلویزیون آزاد/پخش کننده‌های عمومی (اس‌بی‌اس، کی‌بی‌اس، ام‌بی‌سی و ئی‌بی‌اس) به‌طور معمول مخاطبان نسبتاً کمتری دارد.